# Zorge
Zorge är en ortsteil i kommunen Walkenried i Landkreis Göttingen i förbundslandet Niedersachsen i Tyskland. Zorge var en kommun fram till 1 november 2016 när den uppgick i Walkenried. Kommunen Zorge hade 984 invånare 2016.